# Elefterios Pupakis
Elefterios (Lefteris) Pupakis (gr.; Λευτέρης Πουπάκης; ur. 28 grudnia 1946) – grecki piłkarz grający na pozycji bramkarza.
Pupakis podczas kariery piłkarskiej grał w: AO Egaleo (1970–1973), Olympiakosie SFP (1973–1978), OFI 1925 (1978–1981), Panathinaikosie AO (1981–1982), ponownie w Olympiakosie (1982–1983) oraz Apollonie Smyrnis (1983–1986), gdzie zakończył karierę. Podczas tego okresu zdobył jedynymi sukcesami były mistrzostwo i Puchar Grecji w 1975, zdobyte z Olympiakosem.
W reprezentacji Grecji rozegrał 6 meczów w latach 70., będąc w 1980 roku rezerwowym na Mistrzostwach Europy.